# CANAAN
《CANAAN》是根據2008年CHUNSOFT公司所發售的文字解謎冒險遊戲《428 〜被封鎖的澀谷〜》改編的日本電視動畫，由P.A. Works公司製作。2009年7月至9月於日本播放。最初發表的標題為《428 the animation》。香港由2010年9月24日起，於無綫電視J2台播放。

## 概要
2008年春季，遊戲商開發商CHUNSOFT(2012年4月1日更名為Spike Chunsoft)提出428製作電視動畫的企劃案，由《428 〜被封鎖的澀谷〜》遊戲總監督石井二郎作為牽線人，擔任電視動畫版的製片人一職，透露了本作《CANAAN》動畫化決定之後，與諸多動畫製作公司談過，給出具體且有趣提案是Video Maker萬代影視Emotion Video與P.A. Works的合作。《428 〜被封鎖的澀谷〜》找來了唱片公司歌手「上木彩矢」一起合作，藝人和遊戲之間並不存在多大的關聯性，為了提升宣傳效益，遊戲界和音樂界的跨界合作，提高話題性的行銷手法，電視動畫也採用了跨媒體合作，由唱片公司Lantis旗下藝人結合動畫的跨媒體行銷。動畫故事由萬代 Visual為主導展開的全新原創劇情。TYPE-MOON因應朋友石井二郎的邀約，協助動畫前期宣傳，未加入動畫委員會，多玩國子公司CHUNSOFT參與了動畫製作委員會。
CHUNSOFT創社25週年，第一款電玩遊戲動畫化的作品於2008年10月東京電玩展的攤位上宣佈TV化《428 the animation》的消息。電視動畫是澀谷篇與迦南篇延伸下來的原創電視劇。動畫以中國上海為背景舞臺。獲選為2009年第十三屆日本新媒體動漫藝術節動畫部門推薦的作品。

## 故事大綱
2009年4月28日澀谷發生大規模恐怖活動事件兩年後。記者御法川實與助手攝影師瑪麗亞一同前往中國，採訪某村莊的村民一夕消失事件的真相。同時間，世界各國元首正齊聚上海，聯合國反恐會議的即將召開。魔都——上海在被籠罩在曾經震懾澀谷的病毒和恐怖份子的陰影下，人們的命運再次地交織在一起……。

## 登場人物
迦南（Canaan，聲優：日本：澤城美雪／香港：陳琴雲）
身高：162cm，國籍：伊拉克，年齡：動畫20歲、本篇18歲
故事主人翁，稱號——鐵之鬥爭代言人。擁有特殊的能力——「共感覺」。
病毒實驗的犧牲者，幼年感染過UA病毒，身上沒有出現病毒的花紋印記，本作唯一免疫病毒，與病毒實現共生的特殊體質，犯罪組織「蛇」想活抓的珍貴樣品。個性率真的無情殺手，被大澤形容既冷血又天真，對「感覺」不拐彎抹角，確定了自身的感情，如此直白，表達愛情十分簡明，對待朋友坦誠直率、語言純正，對信任的朋友是沒有拘束的，與朋友交往會毫無保留的付出。面對敵人的過錯，擁有一顆能寬恕對方的胸懷。喜歡甜食，經常含在嘴裡的零食是白砂糖加工凝結製成的香煙糖。任務委託人為夏目百合。主要武器是貝瑞塔Px4 Storm G型半自動手槍。
伊拉克的戰爭孤兒，曾經有一個親姊姊，出生的村子逢2003年伊美戰爭，病毒的實驗遭到生化戰給摧毀，幸運遇上夏姆軍隊前來救援，成為村子裏面唯一倖存者。由僱傭兵夏姆收養為娃娃兵訓練長大，培育成為毫無感情的殺人機器，憑着共感覺擁有着一身殺人絕技和戰鬥技能，服從指定的任務。恩師被殺死後，日子活在悲傷與憤怒中，「復仇」成為唯一的生存動力。
視Alphard為仇敵，遇到與自己實力相當的對手後，死對頭就像是另一個自己，她們想法相似，性情相近，行為一切都讓你覺得你和他們本應成為朋友——兩人皆擁有相似的興趣、目標和喜好和技能，可就是合不來，就像水火一樣不相容——Alphard憎恨Canaan，Canaan憎恨Alphard，夏姆釋出的兩條蛇互相競爭，直到一方死亡為止。
參與夏目NGO「鴞」組織，很長時間，一直被仇恨蒙蔽了雙眼，除了復仇以外，盲目生活著。遇到瑪莉亞以後，逐漸改變並影響人生觀，感受到比仇恨更重要的溫暖，體悟夏姆遺言，解除雙方矛盾的最佳方式－原諒和寬恕，包容對方的缺點，饒恕傷害我們的人，遠比仇恨會具有力量，理解恩師話中語意「不為復仇而活着」，放下仇恨，釋放自己。
小時候有著和常人不同的聯覺感知能力而被孤立。12歲前，只能感覺到一些觸覺。14歲後，聲音和氣味變得能「感覺」到了，看得也比以前清楚，先天微弱共感覺能力直到戰爭病毒感染後遺症，使她面臨瀕臨死亡之際，身體組織和基因產生變異，獲得更高等的異能力，意外強化了共感覺能力，形成五感開通的局面，例如讀取情感、敵我識別、位置確認、入侵電子系統…等，學生擁有非凡戰鬥超能力讓裁培她的老兵夏姆驚訝不已。共感覺者的感官世界和常人不同，各式各樣的感情混雜在一起，孤獨感是普通人難以理解，進入軍中的傭兵生活亦是如此孤僻，根本無法融入軍隊團體生活，夏姆將其帶在身邊出任務，獨來獨往作為職業殺手自居，進行特工任務，直到遇見大澤瑪莉亞後，聯覺者冰冷世界才開始擁有溫暖的色彩。
電玩原案角色身世設定引用自1988年伊拉克毒氣攻擊，伊拉克的薩達姆下令對北部庫德族的40個村莊使用毒氣攻擊，芥子氣及神經毒劑攻擊庫德族平民，幾小時內殺死了五千人（很多是婦女兒童），一萬多人雙目失明，神經錯亂。庫德族遭到生化攻擊後，呈現化學武器傷害後的神經中毒症狀、昏迷、癱軟無力，需要呼吸泵維持呼吸等，對後代造成的長期基因傷害影響。
「共感覺」，世上有很多人帶有這種特殊體質，共同的特徵就是可以同時使用兩種以上的感覺來認識事物。人有五感———視覺、聽覺、味覺、觸覺、嗅覺。每個感覺彼此之間互相獨立，共感覺者可以同時使用這些機能。能分辨文字裡包含的顏色、能聽見聲音的形狀、能感受語言的美味和苦味，這是共感覺者體驗這個世界的獨特理解。共感覺者在理解這些含義時，靠並不是知識，而是直覺。就算沒有具備相關的學識、知識、經驗，只要依靠其他的表現——顏色和形狀，也能看出其中的意義。例如：共感覺者，整篇文章只要看一眼，馬上能明白哪些是需要的部分，哪些是不需要的部分，就像是看出文體中的情節一樣，能通過顏色，味覺、觸覺等各種感覺來理解編程者灌注在程序中的意志，這個意志就是答案。只要把必要的部分選取出來就足夠。共感覺者本身是不需要擁有理解這個答案的知識。
阿爾琺爾德·阿爾·修亞（Alphard．Al．Shua，聲優：日本：坂本真綾／香港：黃玉娟）
身高：167cm，國籍：阿富汗，年齡：動畫21歲、本篇19歲。年幼時期12歲、身高150cm
本作反派，國際恐怖組織「蛇」的實質首領，迦南的宿敵。容貌出眾、天賦過人，個性狡黠、冷血無情，為人處事經常不照常理出牌，讓人摸不着頭緒的智慧型犯罪高手。精通多國語言，有著豐富的經濟學知識和破解密碼等專長。格鬥體術超凡，主要武器是FN Five-seveN USG手槍。
澀谷事件，新加坡動用調虎離山之計，將迦南引誘騙到新加坡，拖延迦南前往東京救人的步調，等待澀谷事件沉寂落幕後，入股DAEDALA（戴達拉）公司，控股民間軍事保安公司的幕後老闆，卡敏柯斯擔任公司表面上的負責人，由部屬梁琪擔任秘書負責監視卡敏柯斯，籌備兩年時間，入侵了在上海舉行的國際反恐會議，製造恐怖活動。
真正的姓名不詳，Alphard的含義為「蛇的心臟」，歐洲天文學家把「Alphard」稱作「Cor Hydrae」，意為「蛇的心臟」，長蛇座心臟（α星）古阿拉伯人又形象稱之為「孤獨者」。幼年接受軍事訓練，監護人夏姆給她取其新名字為Canaan，後來自己改名稱為Alphard，電玩迦南篇出任務時，以Sadaka這個假名代號自稱，Sadaka中譯薩達卡意思是「施捨者」，源自伊斯蘭教中的「天課」。（註：原著428中為Alfard，動畫寫為Alphard，兩個都可用）。每個人都有自己的名字，一個人的名字多半是父母對孩子的期待，名字也是嬰兒降生在世上被賦予的第一份愛。Alphard原本的家庭和真正名字已從歷史紀錄中被抹消掉，老兵夏姆為了孤兒的她另起一個新名「Canaan」，一個新名字是一個新的身份，新的名字進入新名的呼召和命定，夏姆期許她的人生會和名字意義一樣。為了不辱名字的意義，持之以恆的訓練，付出極大努力。自稱捨棄了「Canaan」之名，其實內心很在乎「Canaan」這名字。
先代組織首領阿布·尼達爾死後，Alphard接下弱小組織，壯大成武裝集團－「蛇」，「蛇」在世界各地泛指魔鬼誘惑的化身，也是神秘黑暗的代表，是原罪也是力量的象徵，在中東地區「蛇」被視為邪惡與智慧的形象，刻在左手臂的紋身即是「蛇」紋。兩年前澀谷恐怖事件的元兇，世界各地引起各項恐怖活動，遊走國際兜售軍火，進行生意上的獲利。奪取UA病毒，開發病毒力量，和中情局在偏鄉進行人體實驗研究，企圖製造出最強異能戰士，Alphard為出資者身份，整個花園計劃為部屬梁琪主導。
出生顯赫背景的中東名門望族，阿富汗前王室成員，大家長父親販售軍火卻不使用武器，偏好繁瑣的政治手段，崇尚和平理念，父親和兄長過於重視人性與社會良知，努力想成為開明的領袖，對敵人過於仁慈的下場，不幸遭來政敵迫害，暴力政變中家人全數戰死。父親政爭的失敗，使她不得不逃離，家逢巨變失去原本地位、失去原本姓氏，喪失了原本國籍。西元2001年爆發阿富汗戰爭，這一年Alphard年齡12歲，父親將幼年的她藏在地下室而逃過死劫，該家族唯一倖存者，數日後被父親的殘存部屬救了出來，救出她的大人們把她送到夏姆那裡，繼承父母親的遺產和人脈的她，以報酬作為代價，傭兵同意收養她，承諾培訓作為一般意義上的到達”專業”這一領域的人們。導師對該名學生的智力超群和優秀潛質寄予厚望，期望學生有過人成長，重新賜予孤兒學生，一個了不起的"新名字"－「Canaan」。面對監護人給的設定，Alphard帶著期盼壓力，想證明自己的能耐高低，砥礪自己一切種種成為出類拔萃的佼佼者是理所當然。
導師夏姆形容Alphard：『沒有瑕疵、是完美的。只要不犯錯，就不會召來失敗，但妳所走的那一條道路是錯誤的。』，原本貴為阿富汗公主，從王室淪落為異鄉的難民，以犯罪天才自居，在憎恨中誕生的戰士，其堅決好鬥、殘酷報復的性情，導師全然不認同學生是正確的。經歷血腥屠門，年幼時期產生的心靈創傷之延續，使她的內心世界築起一道很高的心牆，不允許別人靠得太近，強大外表的背後是個脆弱的自我，對任何人保持距離、戒心很重，面對訓練她數年的男人夏姆的保護、指導、安撫、陪伴與照顧，使其心牆軟化，娃娃兵時代對恩師產生了依賴和信任，和迦南一樣，尊敬著夏姆，高傲自尊心底下有些話只能止於唇齒，不能正確表達感受，喜歡把感情放心底。
師徒三角關係中，Alphard認為自己是不被愛的的第三者，根源於Canaan的出現，使自己無法獲得導師關愛的眼神，煽起仇恨值，沒太多意識到自己被導師背叛。最後，設一個詭計，殺害了導師，隨後告別中東解放戰爭和中東基本教義派，流亡各國從事地下活動，不受任何約束、為所欲為，拋棄了過去、投身紛爭，製造戰亂，沒有任何區別性的向這個世界散佈戰爭的火種，帶領犯罪組織引發多起混亂世界秩序的復仇的火焰。
手刃尊師以後，人生猶如一潭死水，心魔（亡靈詛咒）長年困擾著她，十分討厭被感情自擾，心中的迷惘對夏姆和迦南卻又難掩幽幽感情流露。嘴裡嚼著無味的菜，面對迦南向著她拔槍，難掩心中的興奮感，對於同門師妹迦南，心中藏有多種複雜感情，嫉妒又憎恨；欣賞又痛恨，同門手足的感情出現了一個灰色地帶－曖昧。迦南的死纏爛打並不討厭，迦南尋找復仇機會的想法更會讓她感到快樂，享受戰鬥快感，一種『找樂子、尋消遣』的心情。
澀谷篇遭到美國中情局傑克上司「戈登」的逮補，透過非法手續入關美國。戈登是被蛇組織收買的中情局高層，以其他名義放走了Alphard，電視動畫版從夏目百合語中獲知，戈登已經遭到中情局內部調查而被處置。
沒有飲酒的習慣，遵守不飲酒教義。動畫第四話，舉杯乾杯時以飲料替代紅酒。性格雖然叛逆，但在某方面習性上，例如穆斯林女性佩戴頭巾，仍遵守著民族信仰。
夏姆（Siam，聲優：日本：大塚明夫／香港：潘文柏）
國籍：中東，年齡：約42至45歲
養育迦南長大的僱傭兵，同時是訓練出國際頭疼的恐怖份子阿爾琺爾德的主要人物。在一次出任務中，不曉得為學生埋下的陷阱，遭到阿爾琺爾德的殺害，迦南為此復仇。夏姆和兩名學生不同是，篤信伊斯蘭教的穆斯林，誦讀且信奉阿拉伯語的經典《古蘭經》。
十歲多時，加入PLO組織底下的一個小組織，參與了穆阿邁爾·卡扎菲上校率領的軍事訓練營，接受作為戰場上的士兵一切所必要的教育。1982年爆發第五次中東戰爭，即黎巴嫩戰爭時，離開了PLO組織，投身參與阿富汗战争。夏姆這個名字是阿富汗作戰時所獲得，泰國來的伊斯蘭義勇軍進行軍事指導，學生為他起了「Siam」這個名字。
1990年，回歸PLO組織。原本的組織因為權力鬥爭早已經瀕臨分崩離析，在朋友的邀請下，重新領導組織並且壯大了起來。這個時候開始，為了組織運作所需的資金而苦腦，於是開始在PLO組織和其他伊斯蘭教激進派組織那裡接受了秘密任務，成為一個為金錢而戰的傭兵組織。從事士兵／傭兵職業三十年多年，經歷無數次的戰爭，都能成功從戰場上倖存下來。戰爭塑造了他的一切，儘管大部分的任務都只是為維持組織的經費而承接，夏姆逐漸將它們視作為「有意義」的事情來看待。為了解決國內的戰爭，不惜助長其他國家之間戰火和互相殺戮，儘管清楚自己所做的一切是「惡」，還是一次一次高舉「正義」的槍而戰。經過許多次，連「惡」都感覺不到的同時，也感受不到任何的「正義」。若要說這名男人目的，除了掙錢維持組織的運作以外，並沒有其他的目的性。信念是「人類一旦有了目的，並且達成目標，那就是人生的終點站」，終點對他來說就是死亡。
大澤 瑪麗亞（Maria Osawa，聲優：日本：南條愛乃／香港：林元春）
身高162cm，國籍：日本，年齡：動畫21歲、本篇19歲，出生：1990年3月1日
迦南的朋友。大學時期和雙胞胎妹妹大澤瞳並列為綠山學院的大學校花。動畫版是為大學畢業後的社會新鮮人，任職於「Heaven雜誌社」的菜鳥攝影師，特別喜歡使用膠卷相機。在前輩御法川帶領之下，前往上海攝影取材，未料洽巧遇上久未見面的朋友迦南。
父親是日本大越製藥研究所的所長大澤賢治。17歲的時候，和父親前往中東的沙特阿拉伯旅行，獨自在街道亂晃被當地的小混混給纏上，外出買糖棒的迦南解救，兩人因此結識。瑪麗亞和迦南已故的胞姊有着相同的「顏色」。19歲時，是澀谷事件主要關係人，也是UA病毒的受害者之一，曾經與阿爾琺爾德照會的記憶因為感染後遺症產生了記憶障礙，忘記見過阿爾琺爾德一事。電視動畫主要以瑪麗亞為故事視角，以記錄者身份，攝下了兩位中東人的故事。
御法川 實（Minoru Minorikawa，聲優：日本：濱田賢二／香港：何承駿）
身高：175cm，國籍：日本。
職業是「Heaven雜誌社」的採訪記者。對採訪工作有着堅持真相的追求，一直很想爆料獨家大新聞的熱血記者。由雜誌社的頭山社長委託照顧大澤瑪麗亞。對瑪麗亞而言，有如兄長般的存在。看起來有些狂人、怪人的個性，實際上是一位溫柔體貼的人，對瑪麗亞和磯千晶相當照顧。抵達中國上海後，遇到一連串怪離事件，開始着手調查，進而得知關於UA病毒、消失的村民、人體實驗、中情局和犯罪組織合作…等一連串的內幕消息。
雲雲（Yunyun，聲優：日本：戶松遙／香港：楊善諭）
身高：158cm。國籍：中國。
電視動畫原創角色。姓名孫雲美。性格開朗，活潑好動的打工妹。身住停靠海港的船屋，上海各處打着散工，經常無端被事件波及。平胸常成為劇中的笑柄。真實身份是梁琪旗下的「蛇」組織一員。身為病毒感染者Boner的雲雲，和其他感染者不同是未獲得任何隨着病毒而帶來的特殊能力，只是多一個盲腸，擁有兩條盲腸的雲雲沒有任何特別技能和殺傷力，「蛇」組織視為廢物圈養差使供喚。從梁琪那裡得到了「就算是同歸於盡，也得把迦南殺掉」的命令，在瑪麗亞真摯友情感動下，和迦南三人成為好友，最後脫離組織。有著不放棄生命以及拼命誓守好友承諾的單純善良個性。臀部有着身為病毒感染者獨特的紫色花紋印記。
夏珂（Hacko，聲優：日本：能登麻美子／香港：張頌欣）
身高：170cm。國籍：中國
電視動畫原創角色。桑塔納經營的貓耳女僕店工作。一般時候以點頭搖頭示意，幾乎不開口說話的美女，是病毒感染者Boner，紫色花紋印記在左腰側。有着只要開口說話，會對周圍的人造成嚴重的精神傷害特殊能力次聲波，說話的聲音會嚴重破壞聽者的腦隨，有着極大殺傷力，同如人體兵器的她被「蛇」組織視為珍貴的人體實驗的樣本，事實上也是為了對付迦南所準備的武器。和桑塔納同居關係是親密的愛人，因為梁琪導致夏珂誤殺桑塔納，最後殉情。
雙胞胎兄弟（聲優：日本：麦人(哥哥)，皆川純子(弟弟)／香港：陳永信(哥哥)，袁淑珍(弟弟)）
國籍：中國，年齡：10歲多
電視動畫原創角色。和夏珂和雲雲是同村的村民。兩個人是雙胞胎兄弟，同為病毒感染者Boner，梁琪齊下的「蛇」組織一員。哥哥感染後，多獲得一顆心臟，兩顆心臟導致老化加速，紫色花紋印記在頭頂，外表年齡看起來像是一名80歲的老頭子，實際年齡和弟弟一樣是10歲多。弟弟感染病毒後，全身的骨骼可以彎折，像是軟骨功一樣的能力，紫色花紋印記在手背。受到梁琪的命令，追殺從「工廠」脫逃的Unbloom村民。
桑塔納（Santana，聲優：日本：平田廣明／香港：劉奕希）
身高：178cm，國籍：未明
電視動畫原創角色。サンタナ是假名，真正姓名是「辛迪·田中」（サンディ田中）。經營一家日式貓耳女僕酒店。真實身份為美國中情局的幹員。中國村莊感染病毒，隨着美國CDC派遣至克什米爾地區發放抗毒劑，發現中情局和蛇組織合作的內幕，之後選擇脫離中情局，遇上了夏珂，最後帶着夏珂一起脫離了蛇組織，在上海經營酒店。夏目游說之下加入了「鴞」組織，協助「工廠」村民脫逃計劃，這個計劃最後失敗，對於失敗的任務沒理由收下委託金錢，可見正直性格。
梁琪（Liang Qi，聲優：日本：田中理惠／香港：劉惠雲）
身高：153cm，國籍：未明
電視動畫原創角色。本作的惡役。「蛇」組織的主要幹部，視阿爾琺爾德視為憧憬的對象，有着病態的愛慕畸戀。強大嫉妒心對迦南產生極度的厭惡感。身為組織一員，寧勸不聽，上海國際會議場事件發生後，遭到阿爾琺爾德的厭棄，之後為了奪回姐姐的愛而獨自行動。隨身攜帶着一把玩具槍，需要發洩時便把身為部下的卡敏柯斯當成活標靶，心態極為扭曲的女王類型的角色。
卡敏柯斯（Cummings，聲優：日本：大川透／香港：張錦江）
身高：183cm，年齡：45歲，國籍：未明（白種人）
電視動畫原創角色。戴達拉公司主要負責人，公司業務是私人軍事、安全顧問公司（動畫中戴達拉略為影射美國黑水）。428澀谷事件結束後，在阿爾琺爾德招攬之下，成為恐怖組織「蛇」集團底下的成員。表面上是被阿爾琺爾德挖角，但加入「蛇」組織主要目的是為了他所愛慕的梁琪。
夏目 百合（Natsume，聲優：日本：皆川純子／香港：謝潔貞）
身高：170cm，國籍：日本
電視動畫原創角色。NGO組織「OWL」（鴞組織）的主要幹部，動畫版戲中對抗阿爾琺爾德領導的「蛇組織」。夏目的真實身份是日本防衛省情報總部綜合情報部所屬的少佐。日本情報局的高層人員，也是國際反恐會議的議員，游走世界的多重國際間諜。僱用迦南是為了抹殺阿爾琺爾德，意圖奪取手中的病毒數據資料。立場性而言，亦正亦邪。自以為真實身份無人知曉，沒想到阿爾琺爾德早已經查清底細；迦南透過共感覺知道夏目不懷好意，但是並未揭發夏目的底牌。最後夏目來個全面性背叛，帶着數據回日本，離開了中國。要求美國軍方的特殊任務部隊SMU（全名：Special Mission Unit）銷毀「工廠」的運作。提到的4153外交案件，指工廠破壞作戰行動中，假設可以獲得中華人民共和國政府的轟炸許可，其代償是日本政府可以承諾對中國某事件的通過，其詳細不明。
哈德利（聲優：日本：大原崇／香港：關令翹）
電視動畫原創角色。與夏目一起共同行動的男性，是「鴞」組織的成員。上海廣場進行發傳單，告知大眾，中國某個消失村莊事件，高唱反政府的示威抗議領頭者，自稱正義始者的虛偽份子。目的和夏目並不相同，表面上兩人是合作，從中敲詐中情局和「蛇」組織掛勾的事實，這名男人純粹是為了求財而已。
美國總統（聲優：日本：中村秀利／香港：朱子聰）
前任的美國總統。人物設定參考美國共和黨前總統小布希。信念「愛與和平」、「正義與反恐」。2001年的九一一事件，之後發動一連串所謂的「反恐戰爭」。2001年發動了阿富汗戰爭，推翻塔利班政權；2003年發動伊拉克戰爭，推翻了海珊政權。動畫中演講了一段：「為了那些遭受到恐怖戰爭而哭泣的人們、為了被截斷未來之路的兒童、為了尋求安全之途的人們，我祈求着『愛與和平』的時代能盡速到來，祈求全世界人民都能為了『愛與和平』而團結起來。我們絕對不會向恐怖份子妥協！因為恐怖主義的時代已經過去了！」，打着反恐戰爭的名義，製造出本作兩名中東孤兒以及本作的恐怖份子，洽好是該名美國前總統。
美國副總統（聲優：日本：最上嗣生／香港：陳曙光）
前任的美國副總統。實際上和犯罪組織「蛇」有所接觸的白宮高層人員，似乎和「蛇」組織有私下軍火生意上的往來。上海人質挾持事件中，誤判情事，下令在上海丟了顆炸彈，差點引爆戰爭的人。人物設定參考前美國副總統迪克·錢尼，廣泛被認為是美國歷史上最有實權的副總統之一。
國務卿（聲優：日本：田中完／香港：林保全）
前任的美國國防部長。人物設定參考任期2006年—2009年，前國防部長羅伯特·蓋茨，曾經是美國中央情報局局長。
國家安全顧問（聲優：日本：吉田聖子／香港：朱妙蘭）
前任的美國國務卿。人物設定參考前美國國務卿康多莉扎·賴斯。美國歷史上第一位非洲裔的女性國務卿。
白宮助理幕僚長（聲優：日本：高岡瓶瓶／香港：林國雄）
參謀長聯席會議主席（聲優：日本：金光宣明／香港：陳欣）
日本首相（聲優：日本：間宮康弘／香港：盧國權）
日本防衛事務次官（聲優：日本：武虎／香港：招世亮）
日本外務省事務次官。第六話被卡敏柯斯施打注入UA病毒而亡的官員。註：日本的事務次官相當於中國的常任秘書長這類的職務。
寧寧（Nene，聲優：日本：高垣彩陽／香港：黃紫嫻）
身高：165cm
電視動畫原創角色。在上海的祭典中唱歌的平民偶像，歌曲不時在某些時刻出現。有點像是遊戲本篇的上木彩矢一樣，唱插入曲的女歌手的角色。
上海司機（聲優：日本：中田讓治／香港：梁志達）
國籍：中國
電視動畫原創角色。強生車行麾下的計程車司機。神出鬼沒，駕駛技術一流，為人非常可靠的鐵血漢子，是街頭藝人寧寧的粉絲。遊戲本篇一位名為君塚八郎的司機先生，和上海司機有些相似。君塚八郎出現於動畫第十三話的澀谷街頭。
磯 千晶（聲優：日本：世戶沙織／香港：林芷筠）
國籍：日本
雙馬尾的眼鏡娘，「Heaven雜誌社」的職業是自由撰稿人，御法川很照顧的後輩。動畫第十三話出現在澀谷相展中。
頭山 照男（聲優：日本：塾一久／香港：古明華）
國籍：日本
「Heaven出版社」（ヘブン出版）的社長，經營一間財務困難快倒閉的三流雜誌社。遊戲本編有一名十歲的女兒，姓名頭山 花（とうやま はな）。動畫版的年齡是十二歲，登場於動畫第十三話，澀谷相展中的吊帶褲少女。
大澤 賢治（聲優：日本：斧敦(斧アツシ)／香港：李錦綸）
國籍：日本，出生：1963年9月16日，血型：A型
瑪麗亞的父親，日本大越製藥研究所的所長，作為UA病毒最前線的權威。上木彩矢的粉絲。個性沉默寡言，狂熱從事病毒的研究工作，對家人對朋友一向冷淡。瑪麗亞年幼時，親生母親死後，另娶進了大澤愛。女兒對父親的不諒解，父女關係降至冰點。遊戲本篇通過大澤賢治體現出「人與人的交流的必要性」。
動畫第七話時，為了替元首以及病毒感染者注射抗解毒劑，從研究所攜帶出抗毒劑準備前往上海，未料乘坐的轎車被炸毀，賢治死亡的消息立刻傳進美國白宮。後來才發現是攝錄的影像被「蛇」組織動過手腳的造假影像，藉由監視賢治的駐日美軍之口，欺瞞過白宮，傳達大澤賢治和抗毒劑沒了的錯誤訊息，使白宮下錯誤判斷，美軍誤炸上海國際會議館，事實上賢治本人乘坐軍方專機安全抵達了上海。中國病毒和人質挾持事件後，留在上海處理善後。

## 彩蛋人物
於遊戲428 〜被封鎖的澀谷〜本篇登場的角色，於動畫13話澀谷街頭上客串於路人中登場
遠藤亞智
大澤 瞳
君塚 八郎
加納慎也|加納 慎也
僅登場於BD

## 用語
共感覺（日語：きょうかんかく）
源自一部電影的片名，《Synesthesia》中譯「共感覺」，又稱為聯覺、通感或聯感，這不是科幻，是一種官能心理學名詞。詞源來自「希臘文 Syn（共同）+ Aisthesis（感覺）」。共感覺指一個人感覺混淆，彷彿五種感官知覺融合、合併為一的過程。臨床醫學上意指一種感覺混合的罕見心理症狀，意思即為感官之間的互動綜合。
加拿大麥馬士達大學（麥馬士達大學）的心理學教授茂爾（Daphne Maurer）在2004年11月6日的美國通感協會發表研究，人的感覺器官是互相聯繫、互相作用的整體，任何一種感覺器官受到刺激以後，都會誘發其他感覺系統的反應，這種伴隨性感覺被稱為共感覺。共感覺是所有嬰兒都具備的能力，茂爾說：「還在學走路的小孩感受到白球的聲音較高，黑球的聲音較低，與具通感能力的成人一樣。隨着人的成長發育，大多數人的通感就遭到抑制。」具有通感能力的人長大後以為所有人感知世界的方式跟自己一樣，在他們提出像「她有個橘色的名字」，這樣的意見時，他們才會發現自己的感覺不同於別人。
美國華府的神經學家席理查德·西托維克（Dr. Richard Cytowic）撰寫兩部關於成人「共感覺」的名著，他平生見過四十多個共感覺例子，是「共感覺」這項主題的首要權威。廣義來說，共感覺涵蓋了五大感官：即視覺、聽覺、嗅覺、味覺、觸覺。當原本毫無關聯的刺激與感覺相連結，譬如說：視覺引發聽覺（色彩→音樂）；嗅覺引發味覺（氣味→顏色感覺）等。除上述的五大感官，語言文字本身也可能觸發共感覺。
人的五感中，會從一種型態的感官刺激，如聽覺，引發另一種型態的感覺，例如視覺或味覺等。好比有人聽到尖銳的高音，會看到紅光，或是吃雞肉時手感覺的形狀是圓錐形。研究發現一般人都曾經在某個階段中，有過這種狀態的生活，有鹹的視覺、紫色的嗅覺、正方形的味覺，還能描述綠色波浪狀的交響曲，也就是視覺帶有聲音或觸覺帶有味道等等。「時代雜誌」2001年5月21日曾報導，台灣中央大學英美語文學系副教授杜尚（Sean Day）每次聽到淒絕的薩克斯風樂聲，眼前就會出現一堆亮紫色的蛇形在空中扭動。口琴的聲音看起來比較舒服的淺綠色，叮叮咚咚的鋼琴則會帶來一片藍色的薄霧。食物也是色彩繽紛的。吃芒果冰的時候，牆壁會呈現萊姆綠，還有一陣陣櫻桃紅的條紋漣漪。
舉例說明：有一幅畫，普通人只能用視覺來理解，因為他們只有一個感官來認識它，共感覺者看這幅畫的時候，就會使用全部五感來補捉它，再將獲得的情報交給大腦進行分析理解，與普通人相比，共感覺者可以更深刻理解事物。但是人類的大腦無法解釋其中的過程，憑借現在的語言學，沒有可以用以進行表達這種直覺的詞彙，結果就是十分的矛盾，明知道了答案，卻不知道理由，就像是剛出生的嬰兒，還沒有學會說話的嬰兒，努力對母親對他說的話，作出反應。缺乏智慧的生命，用他全身的一切，嘗試去理解身邊的事物。事實上，在腦功能剛完善之初，語言中樞和視覺中樞並沒有分開，而是共同進行工作的，導致這兩種中樞分吸進行工作的，正是我們的「知識」。體系化知識確實可以減輕大腦在學習時的負擔，另一方面也減低人類五感的敏銳程度。看見事物的全局，光憑感覺就能理解其中的內容。不是按部就班地慢慢思壞，而是一下子就抓住全局的思考模式。共感覺者能從一列看起來毫無意義的數字中，看出其中的「意義」。就算沒有區分主幹和細節的知識，依靠不同的顏色就能判斷出來。不是推導出答案，而是直接得到答案的直感者，這種特殊性就是共感覺。
共感覺最常見的形式是「有顏色的聽覺」，倫敦大學心理系的拜倫科恩（Dr. Simon Baron-Cohen）指出，有顏色聽覺的人幾乎總是經歷過「有顏色的母音」及「有顏色的字母」，共感覺者描述自己聽到母音或閱讀字母時，會「看到」顏色。共感覺只會發生在不到1%的成年人中。科學研究顯示所有的嬰兒都擁有共感覺的能力，只是隨着人的成長，大部分人這種共感覺之間的聯繫就會被抑制住。共感覺者在成長過程通常會以為每個人都與他們有一樣的感官能力，直到發現其他人並不會和他們使用一樣的形容詞來描述事物時，才會知道自己與眾不同。擁有這類稀少天賦成為藝術家人並不少。
例如：法國詩人夏爾·波德萊爾、日本詩人松尾芭蕉、美國歌手史提夫·汪達、奧地利作曲家等，他們都有神秘的共感覺能力。歷史上許多藝術家這種「彩色聽覺」的能力，最知名就是俄國作曲家史克里亞賓（Alexander Scriabin）。他試圖將這些色彩與音調的共生感覺譜進他的第五交響曲，一個「音樂與色彩水乳交融的構想」，精確地羅列曲調、每秒震動次數和色彩的對應表：C調－256次－紅色，升C調－277次－紫色，D調－298次－黃色，升D調－319次－森林的鋼鐵之光，E調－341次－珍珠白和月光的閃爍，F調－362次－暗紅色，升F調－383次－水藍色，G調－405次－偏玫瑰紅的橙色，A調－447次－綠色，B調－490次－珍珠藍。這首交響曲在演出時，除了安排完整的交響樂團之外，還需要用到一架鋼琴、合唱團和一部能將色彩投射到布幕的色光風琴。可惜首演時，被人以不切實際的理由給刪除。普通人對於共感覺者的感知的現象無法理解，共感覺者經常感到極深的孤獨與疏離感。
一般而言，兩萬五千人中會有一人是共感覺者。科學研究裏粗略估計的數字，是兩百分之一到十萬分之一的人，會擁有共感覺。其實，還有很多人有這樣的情況，但他們自己都不知道那是什麼。在美國有共感覺的女人是男人的三倍，英國則是八倍，造成男女差異的原因不明。研究統計共感覺者有正常或高於平均的智商，他們的神經病理測試都是正常的。科學研究人員對共感覺有興趣是因為它也許能解開一些人類知覺的原理，研究知覺上最大的謎團是叫做「系統問題」，沒有人知道我們如何將所有的知覺整合成一個完整的知覺，例如當你抱着花的時候，會看到顏色、看到形狀、聞到香味、感覺到花的質感，大腦會將這些知覺統合成一個花的概念，共感覺者會將額外的知覺加到他們花的概念之中，研究家這些知覺主要是可以幫助人類了解人類如何感知這個世界。
共感覺設定並不來自奈須磨菇，由428本篇監督石井二郎要求加入原案。根據石井二郎Twitter說法，受到2005年晚間23:00-24:00，NHK BS世界のドキュメンタリー，播送的節目，名為『“共感覚”の不思議 言葉誕生の謎に迫る 』（制作：BBC）所影響。
蛇（日語：へび）
游走國際恐怖組織的名稱，阿爾琺特率領的武裝集團，軍火販售活躍於地下社會，和美國副總統以及中情局人員有所掛勾。組織將實驗室設置在中國西方新疆邊境一帶的秘密場所，並進行所謂的「花園計劃」，抓走當地村民進行了非法的人體實驗。組織想要的成果是可以任意指揮且運用於戰場上的人體兵器。
雙生蛇
意指阿爾琺特（捨棄一切感情的人）和迦南（能夠看見感情的人）。左手臂的蛇形紋身和夏姆同一符號的刺青。兩個人產於同一源頭、同一片土地生長、師出同門，最後走上不同道路，形成兩元化的兩條蛇並非親人，卻有比血緣更強烈的羈絆接連在一起。在中東地區，蛇被視為不吉詳之物。擁有蛇之名者，則擁有邪惡的心靈與超人的智慧。
花園計劃（日語：フラワーガーデン計畫），（英語：Flower Garden）
代號「大統領命令12333」。蛇組織和中央情報局合作，實驗地點在「消失的村莊」。目的製造生物武器，如同迦南般強大的共感覺戰士。美國的桑塔納瞭解在秘密製作生物武器的真相後，失望之餘退出了組織。
工廠（日語：ファクトリー），（英語：Factory）
在阿爾琺特的主導下，作為「蛇」組織和中情局「花園計劃」的秘密研究實驗室。造花計劃失敗後，這座地下生物武器的研究所遭到棄置。
UA病毒（日語：ウーアウイルス），（英語：UA virus）
生化武器。黑市市場擁有非常大的商業價值。擁有病毒的人能輕易殲滅一個地區甚至一個國家。感染者在一定時間內未接受病毒解毒劑的注射，死亡率100%。電視動畫的UA病毒「紫色花紋」是原創的故事。紫花的圖樣是採用彼岸花，中譯「曼珠沙華」。部分地區對曼珠沙華帶有祝福之意，可以使用在婚宴喜慶，日本的花語是「悲傷回憶」，紫色在日本有引渡冥界的死亡意味。
2000年在南非的德拉肯斯堡山脈發現的新病毒，死亡率高達100%。南非政府害怕病毒的蔓延，當時的病毒原體，耐久性還很低，政府把半徑數千米的樹林全部燒燬後，阻止蔓延。2003年某國在森林中進行回收病毒工作，開始進行軍事武器方面的病毒研究，他們改良病毒原形體，選為實驗場的地方是伊拉克戰的某座中東村莊——迦南的故鄉。利用伊戰作為掩護，藉機散佈UA病毒進行試驗。
病毒起源於南非，病毒大小約100nm。進入人體後只需一個小時就能分裂到兩千個，埃博拉病毒從感染到發作，一般需要7天時間，流感則是1天到2天，UA病毒只需要12小時就會發作。名字來源於斯瓦希里语裡的「花」。病毒分裂的形狀與花瓣極為類似，所以起了花病毒這個名字。UA這一詞除了花以外，還意味着死。從感染到發作死亡期間的時間非常短，感染的時間超過半天，患者全身所有部位，除了骨骼和骨肌以外均會出血。發作時，患者會視覺模糊，意識不清，多數會進行自殘的行為。患者除了在12小時內注射解毒劑，只能靠「蛇」組織提供特殊調配藥物維持感染者的生命。
抗UA病毒的藥物（日語：ウアスマイ），（英語：Uasmite）
UA病毒的抗病毒藥劑，由大澤賢治所研製。嚴密保管於大越製藥生化學研究樓最內部的保管室。2000年－2003年奉牧野卓（牧野卓是大澤愛的父親，同時也是大越製藥廠的常務董事）的命令開始研發製藥，投入的研發經費約三百億日圓，初期研究的抗病毒藥劑擁有非常強的人體副作用。2008年和美國秘密合作，拿著半成品UA抗病毒藥劑在南非進行藥物的臨床實驗，即428本篇大澤賢治收到的EMAIL信件的人體實驗照片。
斯瓦希里语（英語：Kiswahili）
非洲語言當中使用人口最多的一種（5500萬多人），是坦桑尼亞的唯一官方語言，肯尼亞和剛果民主共和國的國家語言之一。1728年，斯瓦希里語是以阿拉伯字母來拼寫，19世紀受到歐洲殖民者的影響改以拉丁字母來拼音。斯瓦希里語吸收了大量阿拉伯語借詞，連語言的名稱「斯瓦希里」來自阿拉伯文سواحيل（Sawahil）「瀕海地區」。
UA病毒的抗病毒藥劑
被保管在日本生化學研究樓的最底層。保管區城的出入口皆有嚴密的Ｘ光檢測裝置，除了大澤賢治等少數高階管理層，一般人是不可能將研究中的解毒劑帶出這個保管區以外的地方。
Boner（日語：ボナー）
村民感染UA病毒後未死，身體某部分或內臟產生異變，必須終生服用「蛇」組織所調配的特殊藥物才能維持生命。雲雲、夏珂、雙胞胎兄弟皆是Boner，即指不戴面具，雙眼直視人群或陽光不會出血爆斃的村民。
Unbloom（日語：アンブルーム）
村民感染UA病毒後未死，終生無法見光。戴着面具的人皆是Unbloom，他們的身份是和夏珂、雲雲同鄉的村民。村民多是一般的普通人，談不上戰士，戰鬥力指數一般。對「蛇」組織服從力高的村民，可以自由活動，被梁琪放養在上海等待組織下令指揮，做些殺人放火的勾當。忠誠度低的Unbloom被關在克什米爾地區「工廠」。第一話從實驗室脫離三名 Unbloom是桑納塔和夏目的NGO組織協助脫逃。三名脫逃的村民和負責載運的司機，雖然受到迦南的掩護，最後仍遭受到「蛇」組織派出的殺手追殺身亡。NGO幫助村民逃離「工廠」，目的是揭發中情報和「蛇」組織合作這一事實。
冰漬少女
「工廠」最層底的白髮少女，身份和夏珂和雲雲是同一個村子的村民。「蛇」組織共感覺新開發藥，被灌藥的第一號白老鼠，最後被弄死。化學冰凍層底下掩埋的是屍體，並非活人。
PLA，指中國人民解放軍（英語：People's Liberation Army）
中華人民共和國最主要的武裝力量，執行中國共產黨政治任務的武裝集團，常備軍高達230萬人，位居世界首位。電視動畫的「花園計劃」和「人體實驗」這些事情和中國無關係，僅僅在夏目少佐（日軍）的衛星電話請求下，美軍負責轟炸「工廠」後，解放軍協助清理並掩埋村民的屍體的工作。日軍和美軍將新疆地區的恐怖組織「反恐任務」成功，這一功勞送給中國人民解放軍，全部病毒事件就此落幕。
NGO，指非政府組織（英語：Non-governmental organization）
一個不屬於政府、不由國家建立的組織，通常獨立於政府。雖然從定義上包含以營利為目的的企業，該名詞一般僅限於非商業化、合法的、與社會文化和環境相關的倡導群體。1995年聯合國關於全球管理的報告統計，有接近29000個國際NGO。國家級的更多，美國統計過有兩百萬個NGO，大部分是過去30年成立的，其中有65000個在俄羅斯。每天有數十個NGO成立。電視動畫中的NGO組織是專門蒐集中情局犯罪事實，要挾方式，進行敲詐勒索。
貓頭鷹（日語：アウル），（英語：OWL）
代號「OWL」是動畫版中夏目所屬的NGO團體。NGO是指「非政府組織」的泛稱名，夏目所屬組織真正名稱叫做「貓頭鷹」組織或稱「鴞」組織，目的對抗「蛇」組織。組織事項是協助村民從工廠脫逃、找上桑塔納合作，參與掌握蛇組織和中央情報局合作的花園計畫的犯罪事證。
CIA，指中央情報局（英語：Central Intelligence Agency）
美國最大的情報機構，主要任務是公開和秘密地收集和分析關於國外政府等各方面的情報，協調其他國內情報機構的活動，並把這些情報報告到美國政府各個部門的工作。負責維持大量軍事設備，這些設備在冷戰期間用於推翻外國政府，例如前蘇聯，和對美國利益構成威脅的反對者。中央情報局總部設在維吉尼亞州的蘭利（Langley）。Langley指CIA。
CDC，指美國疾病控制與預防中心（英語：Centers for Disease Control and Prevention）
隸屬於美國的公家機關，負責疾病監控和公共衛生的整合。
伊拉克戰爭，又稱美伊戰爭
本作故事中東主人翁的源點。發生於2003年3月20日，美國和英國為主的聯合部隊在未經聯合國授權下正式宣佈對伊拉克開戰。據中國國務院發表的《2007年美國的人權紀錄》，伊拉克戰爭在2003年爆發至今已有至少66萬伊拉克平民因戰火而喪生。
NBCR，指大規模殺傷性武器。
這詞最早出現於1937年，一般指以下三種：
- 核武器（Nuclear） - 包括放射性武器
- 生物武器（Biological）
- 化學武器（Chemical）

IFF，敵我識別系統
軍式系統中用於分別敵我的方式,從電子訊號到軍服 軍旗 勳章等皆可通用
PMC，指私人軍事承辦商（英語：私人軍事服務公司）
擁有大量具作戰能力的僱傭兵及軍事武器，接受金錢交易後會執行軍事任務的公司。
故事中甘明治所營運的DAEDALA Corporation，就是一間PMC。這公司其實是恐怖組織「蛇」集團用以掩飾的表面形象。
在現實中，自911事件後，PMC越來越多。不只在伊拉克、阿富汗等交戰地區，即使在北美、東歐、南美等地區，PMC也活動頻密，主要任務是保護一些重要人物。
ECM，指電子反治戰術（英語：Electronic Counter Measurement）
軍戰術中以電子戰反治對方情報收集及通信係統的手法 常見的如黑客入侵,周波通信干擾,雷達干擾等
ETA，指預計抵達時間（英語：Estimated time of arrival）
原本意思是指物品預計到達的時間，衍生為工作或計畫預計完成的時間。
NSA，美國國家安全局（英語：National Security Agency）
美國政府機構中最大的情報部門，專門負責收集和分析外國通訊資料，隸屬於美國國防部。
SAC，中國證監會（英語：Securities Association of China）
這名稱的準確性有待商討。英语意为“中国证券业协会”，但動畫內容所指的，確實是中國證監會。不曉得是不是動畫縮寫打錯，還是故意更改名字。正確名稱應該是「中國證券監督管理委員會」，英文全名「China Securities Regulatory Commission」，英文簡稱「CSRC」。
經濟制裁（英語：Economic Sanctions）
指一國或數國對破壞國際義務、條約和協定的國家在經濟上採取的懲罰性措施。
拋售美國國債
中國拋售美國國債主要是打擊了美國經濟，使美國貨幣快速而深幅的進行貶值、物價的膨脹。中國、巴西、俄羅斯、印度所組成的金磚四國（BRICs），是美國最大的四個債主國。據估計，中國目前持有的官方外匯儲備總額已經接近2.4萬億美元，其中1.6萬億美元是以美元資產和美國國債形式持有的。中國已經成為美國之外美元資產的最大持有國。如果金磚四國全面出售美國國債，美國國債價格將會暴跌，國債收益率上升。假設中國大量拋售美國國債，毫無疑問會給美國造成巨大損失，但是中國遭遇的損失可能會更大。此舉很容易成為中美之間的貿易摩擦迅速升級到大規模的經濟戰，將給兩國造成巨大傷害。
大蘋果（英文：The Big Apple）
地名。意指紐約市（New York City）。
卡拉奇（英語：Karachi）。
地名。第一話阿爾琺特遭到中情報幹員所逮補的所在地。卡拉奇位於印度河三角洲西北部，瀕臨阿拉伯海，原本是小漁村，現在是巴基斯坦信德省的首都，該國最大城市和港口，亦是主要經濟及商業中心。
克什米爾地區（英語：Kashmir）
地名。由三個國家分治：巴基斯坦控制了西北部地區（自由克什米爾和克什米爾北部地區），印度控制了中部和南部地區（查謨-克什米爾邦），中國則控制了東北部地區（阿克賽欽和喀喇崑崙走廊）。「消失的村子」位在克什米爾地區，夏珂和雲雲的出生地方，也是全部Boner和Unbloom原本居住的小村子。地理上靠近新疆一帶。
阿克賽欽地區（英語：Aksai Chin）
地名。位於中華人民共和國新疆、西藏兩自治區與印度的邊界西段。阿克賽欽是突厥語，這裡的「欽」就是突厥語中國的意思。目前中國方面擁有實際控制權，並稱這裡自古就是中國領土，絕大部分屬於新疆和田地區管轄，南部很小一部分屬於西藏自治區阿里地區管轄。「工廠」實驗室的所在地。
新西自治區
虛構地名。據劇情所指，「工廠」、「消失的村子」（即阿克賽欽地區、克什米爾地區）乃位於此省中。香港版譯作「新疆及西藏自治區」。
次聲波
科學家們發現，當次聲波的振盪頻率與人們的大腦節律相近，且引起共振時，能強烈刺激人的大腦，輕者恐懼。狂癲不安，重者突然暈厥或完全喪失自控能力，乃至死亡。當次聲波振盪頻率與人體內臟器官的振盪節律相當，人處在強度較高的次聲波環境中，五臟六腑就會發生強烈的共振，剎那間大小血管就會一齊破裂，導致死亡。
PLO（英語：Palestine Liberation Organization）
巴勒斯坦解放組織。一個巴勒斯坦阿拉伯人的政治及準軍事組織，他們專注於建立一個獨立的巴勒斯坦國，並意圖取代以色列。PLO組織進入黎巴嫩後，受到黎巴嫩基督教勢力的強烈排斥。1972年慕尼黑慘案爆發，以色列為了報復，入侵黎巴嫩，攻擊涉嫌的PLO組織的領導人，之後，黎巴嫩內戰隨後爆發。黎巴嫩首都貝魯特，有東方小巴黎之稱的城市，瞬間變成火炮下的煉獄。獲得以色列武器支援的基督教民兵和得到敘利亞武器支援的PLO組織，作戰到1981年為止，雙方共有四萬准軍事人員戰死，平民死傷則不計其數。
天課（Zakat）
伊斯蘭教的宗教術語。天課是伊斯蘭信仰的第四基柱。這是安拉（Allah）對那些豐衣足食的穆民的主命，命令人們把其每年盈餘財富的一部份挪用作為幫助貧民或者有需要的人。穆聖說：『真主規定 「天課」 為主命，純綷是使我們的盈餘得以滌淨。這主命是異教的任何誡條都不能比擬的。』，無論是施捨、救濟金、賑濟品都無法完全表示出天課既不是政府徵收的稅款、也不是隨意捐助的贈金，而是人類最能擭得真主喜悅的天職，敬拜真主的一種行為。
《古蘭經》「凡枉殺一人的，如殺眾人」
名句摘自於古蘭經（5:32）。伊斯蘭教認為所有的生命形式都是神聖的，人類生命的神聖性被放在了特殊的位置。一個人最基本的人權是——「生存權」，伊斯蘭教是保護生命的，禁止枉殺無辜任何者。古蘭經指出，非法奪取一個人的生命就等於殺害全人類，明文禁止殺人，國家可以為了維護法律的尊嚴和社會的安定而下令處決罪犯，這樣子做是有必要性。只有遵守法律，並且有管轄權的法院才可以決定人是否因為不顧他人和平生存的權利而判處死刑。
「除了復仇或平亂，凡枉殺一人的，如殺眾人；凡救活一人的，如救活眾人」，這句話是伊斯蘭教的人類平等觀。真主的啟示是告誡着人類，生命來自不易，每個人都受到對生命的尊重和保護。生命對每個人皆是平等，生命是受到真主的保護的。想自殺的人，多數是感到走到生活的盡頭，這些是短見，不是信道者的胸懷。濫殺無辜生命是罪惡，自殺的人雖然奪取是自己的生命，你的生命本不屬於你自己的，你的生命價值等同於全人類，自殺者的罪過不容寬恕，先知穆聖說：『有人跳崖而尋死，他的歸宿是火獄。也同他跳崖一樣跳進火坑，永不復生。』，阿拉伯地區的伊斯蘭教一種生死觀。

## 製作人員
- 原作：《428 ～被封鎖的澀谷～》（CHUNSOFT）
- 原案：奈須磨菇
- 人物原案：武内崇
- 導演：安藤真裕
- 編劇、系列构成：岡田麿里
- 人物设定、總作畫監督：關口可奈味
- 美術總監：脇威志
- 色彩設計：井上佳津枝
- 色彩指定：中野尚美
- 攝影指導：並木智
- 剪接：高橋步
- 原創音樂：七瀨光
- 音響總監：明田川仁（Procen Studio）
- 音響設計：田中理惠（Magic Capsule）
- 動作音效設計：中野勝博（Sound Box）
- 動畫檢查：高田彩、花谷智佳子
- 視覺特效總監：山崎嘉雅
- 執行製片人：森本浩二、中村光一、福場一義、伊藤善之、矢部征嗣、臼井久人、安藝貴範、太田豐紀、木谷高明、太布尚弘
- 製片人：大島靖、石井二郎、齋藤滋、川村仁、堀川憲司、福良啟
- 總策劃：山崎史紀、小田ツヨシ、小坂龍司、中村伸行
- 動畫製作：P.A. Works
- 製作協力：Production I.G
- 出品：Project CANAAN
- 參與企業：萬代影視（森本浩二）、Spike Chunsoft（中村光一）、波麗佳音（福場一義）、Lantis（伊藤善之）、Hakuhodo DY Media Partners（矢部征嗣）、Showgate（臼井久人）、Good Smile Company（安藝貴範）、MAGES（太田豐紀）、武士道（木谷高明）、Movic（太布尚弘）

## 主題曲
片頭曲《mind as Judgment》
作詞：畑亞貴；作曲、編曲：上松範康；歌：飛蘭
片尾曲《My heaven》
作詞：畑亞貴；作編曲：myu；歌：Annabel
插入曲
1. 《[チャイナ気分でハイテンション!] 错误：{{Lang}}：无效参数：|3=（帮助）》（第1－4話）
作詞：岡田麿里；作曲：俊龍；編曲：安藤高弘；歌：（高垣彩陽）
2. （第6話）
作詞：岡田麿里；作曲：俊龍；編曲：虹音；歌：（高垣彩陽）
3. 《LIFE》（第13話）
作詞、作曲：yozuca*；編曲：安瀨聖；歌：（高垣彩陽）

印象曲《AROUSING SOUL》
作詞：畑亞贵；作曲、編曲：齋藤真也；歌：飛蘭

## 各話列表
| 話數     | 日文標題     | 中文標題              | 分鏡     | 演出              | 作畫監督                     |
| -------- | ------------ | --------------------- | -------- | ----------------- | ---------------------------- |
| 第一話   |              | 魔都洪湧·紅腥魔都     | 安藤真裕 | 安藤真裕          | 關口可奈味                   |
| 第二話   |              | 無聊遊戲·殘忍遊戲     | 安藤真裕 | 淺井義之          | 吉田優子                     |
| 第三話   |              | 謊言·瑣事             | 岡村天齋 | 許琮              | 洪錫杓                       |
| 第四話   |              | 滿身泥濘·夕陽殘照     | 安藤真裕 | 矢萩利幸          | 石井明治 堀内博之            |
| 第五話   |              | 燈火·朋友             | 岡村天齋 | 安齋剛文          | 吉田優子                     |
| 第六話   | LOVE & PIECE | 愛與和平·愛與碎片     | 安藤真裕 | 淺井義之          | 川面恒介                     |
| 第七话   |              | 墳墓的碑文·仰慕的漂泊 | 岡村天齋 | 安齋剛文          | 石井百合子                   |
| 第八话   |              | 乞求·聲音             | 増井壮一 | 太田知章          | 洪錫杓 許宰銑                |
| 第九话   |              | 彈坑之花·過去之花     | 西村純二 | 許琮              | 石井明治                     |
| 第十话   |              | 喪失·執著             | 西村純二 | 淺井義之          | 谷口守泰 鈴木美咲            |
| 第十一话 |              | 搖搖板·廝守           | 安藤真裕 | 安齋剛文          | 石井百合子                   |
| 第十二话 |              | 季節列車·忌殺劣者     | 安藤真裕 | 許琮              | 許宰銑 小谷杏子              |
| 最終话   |              | 希望之地              | 安藤真裕 | 安藤真裕 安齋剛文 | 關口可奈味 石井明治 山下喜光 |

## 播放電視台
日本深夜動畫：下文記載的日本国内播放時間使用日本標準時間（UTC+9）表示。因為部分時間标识會採用30小时制，因此請留意这类超过24:00的时间，其實際播放時間為翌日清晨。
| 播放地域   | 播放電視台   | 播放期間                | 播放時間            | 聯播網     | 備註                                         |
| ---------- | ------------ | ----------------------- | ------------------- | ---------- | -------------------------------------------- |
| 東京都     | TOKYO MX     | 2009年7月4日－9月26日   | 星期六 22:30－23:00 | 獨立UHF局  | 2012年4月1日（星期日） 0:00～0:30重播        |
| 埼玉縣     | 埼玉電視台   | 2009年7月4日－9月26日   | 星期六 24:30－25:00 | 獨立UHF局  |                                              |
| 千葉縣     | 千葉電視台   | 2009年7月6日－9月28日   | 星期一 26:10－26:40 | 獨立UHF局  |                                              |
| 神奈川縣   | 神奈川電視台 | 2009年7月7日－9月29日   | 星期二 25:45－26:15 | 獨立UHF局  |                                              |
| 近畿廣域圈 | 關西電視台   | 2009年7月7日－9月29日   | 星期二 26:05－26:35 | 富士電視系 |                                              |
| 中京廣域圈 | 東海電視台   | 2009年7月9日－10月8日   | 星期四 27:35－28:05 | 富士電視系 |                                              |
| 日本全國   | AT-X         | 2009年7月28日－10月20日 | 星期二 11:30－12:00 | CS放送     | 有重播                                       |
| 富山縣     | 富山電視台   | 2009年9月5日－12月5日   | 星期六 26:50－27:20 | 富士電視系 | P.A.WORKS的所在地                            |
| 日本全國   | NICONICO頻道 | 2009年9月7日－9月28日   | 星期日 19:00－19:30 | 網路配信   | 每話216日圓                                  |
| 香港       | J2           | 2010年9月24日－11月5日  | 星期五 21:30－22:30 |            | 11月5日改為 21:30－22:00 設有粵語/日語雙聲道 |
| 香港       | 高清翡翠台   | 2013年4月7日－5月19日   | 星期日 08:05－09:00 |            | 5月19日改為 08:05－08:35                     |
| 臺灣       | 中華電信MOD  | 2011年8月18日           |                     | 網路配信   | 每話25元新台幣 首播後72小時內能反覆觀看      |

- 2010年9月24日開始於TVB系J2放映。節目預定播送的時間表，以TVB電視廣播有限公司公佈的資料作準。
- 香港J2版的導配及劇本修改為聰聰21。
- 香港J2版由TVB國語配音組擔任劇中的普通話配音。事實上TVB國語組從未配過動畫。這開創了TVB粵語配音組及國語配音組為一部動畫合作配音的首例。

## DVD、BD
日版動畫DVD、BD
全6卷封面為關口可奈味繪畫。以下是藍光DVD的贈品，DVD則無贈品。
| 卷數                                    | 發售日期           | 收錄內容               | 初回限定版規格                                       |
| --------------------------------------- | ------------------ | ---------------------- | ---------------------------------------------------- |
| Vol.1                                   | 2009年10月21日發售 | 第01話、第02話         | 64頁設定資料集「Inside CANAAN」同捆贈送              |
| Vol.2                                   | 2009年11月27日發售 | 第03話、第04話         | 32頁插圖集「CANAAN Illustrations」同捆贈送           |
| Vol.3                                   | 2009年12月25日發售 | 第05話、第06話         | 附贈全六卷的武內崇收納盒                             |
| Vol.4                                   | 2010年1月29日發售  | 第07話、第08話         | 特製月曆「CANAAN 2010～11」同捆贈送                  |
| Vol.5                                   | 2010年2月26日發售  | 第09話、第10話         | 32頁紀錄集「CANAAN sequence note」同捆贈送           |
| Vol.6                                   | 2010年3月17日發售  | 第11話、第12話、最終話 | 32頁設定資料集「CANAAN -setting materials-」同捆贈送 |
| CANAAN BD-BOX                           | 2012年7月18日發售  | 全13話收錄             | CANAAN Blu-ray Disc BOX【初回限定生產】              |
| CANAAN Blu-ray コンパクト・コレクション | 2017年12月20日發售 | 全13話收錄             | 精簡版，定價¥13,200                                  |

台灣版DVD，DVD區域碼：三區
| 卷數       | 發售日期         | 定價      | 收錄/枚數      | 配音/規格                         |
| ---------- | ---------------- | --------- | -------------- | --------------------------------- |
| DVD Boxset | 2010年9月2日發售 | 990新台幣 | 全13話，三枚入 | 無漢語配音、日語（AC3 2.0），16:9 |

美國BD-BOX
| 卷數                        | 發售日期           | 定價         | 收錄/枚數      | 配音/規格                      |
| --------------------------- | ------------------ | ------------ | -------------- | ------------------------------ |
| Canaan: Complete Collection | 2010年10月26日發售 | 定價US$69.98 | 全13話，二枚入 | 英語配音、日語配音，英語字幕。 |
| Canaan Blu-ray              | 2022年01月04日發售 | 定價US$59.98 | 全13話，二枚入 | 英語配音、日語配音，英語字幕。 |

## 劇場版
於2009年10月上映，將電視動畫版全13話分割成三部在日本電影院上映。
- 2009年10月17日到10月23日期間於關東地區池袋劇場鑽石上映。
- 2009年11月7日到11月13日期間於關西地區梅田劇場上映。

放映方式：全部13集分3部放映
售票價格：5,000 日元（含稅）
預售票：Comic Market 76 Ponikyan展位（134號）限量。預售3張預售票、電話卡和DVD套裝
放映方式：主線劇情13話分三部放映，電影院椅子看片6.5個小時。

電視台播送完畢，作品以大銀幕和5.1ch環繞聲放映另一種商業模式。配音員、428總監督、安藤真裕相關工作人員在戲院內現場。

## 出版書籍

### 輕小說
杉原智則執筆著作、關口可奈味負責插畫。角川Sneaker文庫負責發行。
| 冊數 | 角川書店     | 角川書店               | 青文出版社     | 青文出版社             |
| 冊數 | 發售日期     | ISBN                   | 發售日期       | ISBN                   |
| ---- | ------------ | ---------------------- | -------------- | ---------------------- |
| 上   | 2010年1月1日 | ISBN 978-4-04-430010-4 | 2011年11月22日 | ISBN 978-986-310-398-1 |
| 下   | 2010年3月1日 | ISBN 978-4-04-430011-1 | 2013年1月23日  | ISBN 978-986-310-470-4 |

### 漫畫
《CANAAN-異能者迦南-》
於角川書店漫畫雜誌《月刊Comp-Ace》2009年8月號上刊載〈CANAAN 〜序章〜〉之後正式連載，於2009年9月號開始至2011年3月連載結束。作者為。單行本全3卷。
| 冊數 | 角川書店      | 角川書店               | 台灣角川      | 台灣角川               |
| 冊數 | 發售日期      | ISBN                   | 發售日期      | ISBN                   |
| ---- | ------------- | ---------------------- | ------------- | ---------------------- |
| 1    | 2010年1月26日 | ISBN 978-4-04-715381-3 | 2011年12月7日 | ISBN 978-986-287-519-3 |
| 2    | 2010年7月26日 | ISBN 978-4-04-715487-2 | 2012年2月18日 | ISBN 978-986-287-572-8 |
| 3    | 2011年2月26日 | ISBN 978-4-04-715635-7 | 2012年6月1日  | ISBN 978-986-287-742-5 |

《CANAAN Spill》（CANAANスフィル）
由萬代影視和角川書店合作的網路連載漫畫。於漫畫雜誌《Mobile Comic誌・週2 Comic Gohin》2010年3月1日開始至2011年3月22日連載結束。作者為細雪純。單行本全2卷。 中文版譯名為《異能者迦南》。
內容是TV版《CANAAN》與《428 〜被封鎖的澀谷〜》兩者連繫的原創故事加番外篇。
| 冊數 | 角川書店       | 角川書店               | 東立出版社    | 東立出版社             |
| 冊數 | 發售日期       | ISBN                   | 發售日期      | ISBN                   |
| ---- | -------------- | ---------------------- | ------------- | ---------------------- |
| 1    | 2010年12月10日 | ISBN 978-4-04-899202-2 | 2012年8月20日 | ISBN 978-986-10-9887-6 |
| 2    | 2011年5月10日  | ISBN 978-4-04-899223-7 | 2013年4月15日 | ISBN 978-986-10-9888-3 |

CANAAN漫畫選集（CANAANコミックアンソロジー）
執筆者：。
- 2009年10月24日發售、ISBN 978-4-75-800520-3（一迅社、DNA Media Comics）

### 其他書籍
CANAAN OFFICIAL FANBOOK（導讀手冊）
- 2010年2月12日發售、ISBN 978-4-75-801156-3（一迅社、DNA Media Comics刊、編輯：Post Media編集部）

## 外部連結
- CANAAN官方網頁（2012年10月1日終止營運）（日語）
- 替代CANAAN動畫官方網頁（2012年10月由出資方波麗佳音公司重新架設）（页面存档备份，存于）（日語）
- P.A.Works_CANAAN （页面存档备份，存于）（日語）
- 背景美術外包 北京金松林 （页面存档备份，存于）（日語）
- CANAAN官方網頁(TOKYO MX)（页面存档备份，存于）（日語）
- 「428 the animation」TYPE-MOON監督腳本（日語）
- 428官方網頁(遊戲Wii)（日語）
- 428和CANAAN的用語大全（日語）
- 428總監督＆動畫監製石井二郎的個人Twitter（页面存档备份，存于）（日語）
- 迦南/CANAAN槍支大全（页面存档备份，存于）（英文）